# MRPS23
MRPS23 (англ. Mitochondrial ribosomal protein S23) – білок, який кодується однойменним геном, розташованим у людей на довгому плечі 17-ї хромосоми. Довжина поліпептидного ланцюга білка становить 190 амінокислот, а молекулярна маса — 21 771.
| 10         |  | 20         |  | 30         |  | 40         |  | 50         |
| ---------- |  | ---------- |  | ---------- |  | ---------- |  | ---------- |
| MAGSRLETVG |  | SIFSRTRDLV |  | RAGVLKEKPL |  | WFDVYDAFPP |  | LREPVFQRPR |
| VRYGKAKAPI |  | QDIWYHEDRI |  | RAKFYSVYGS |  | GQRAFDLFNP |  | NFKSTCQRFV |
| EKYTELQKLG |  | ETDEEKLFVE |  | TGKALLAEGV |  | ILRRVGEART |  | QHGGSHVSRK |
| SEHLSVRPQT |  | ALEENETQKE |  | VPQDQHLEAP |  | ADQSKGLLPP |  |            |

A: Аланін

C: Цистеїн

D: Аспарагінова кислота

E: Глутамінова кислота

F: Фенілаланін

G: Гліцин

H: Гістидин

I: Ізолейцин

K: Лізин

L: Лейцин

M: Метіонін

N: Аспарагін

P: Пролін

Q: Глутамін

R: Аргінін

S: Серин

T: Треонін

V: Валін

W: Триптофан

Кодований геном білок за функціями належить до рибонуклеопротеїнів, рибосомних білків. 
Задіяний у такому біологічному процесі, як ацетилювання. 
Локалізований у мітохондрії.